# Tolley (Dakota del Norte)
Tolley es una ciudad ubicada en el condado de Renville en el estado estadounidense de Dakota del Norte. En el censo de 2010 tenía una población de 47 habitantes y una densidad poblacional de 142,89 personas por km².

## Geografía
Tolley se encuentra ubicada en las coordenadas 48°43′49″N 101°49′38″O / 48.73028, -101.82722. Según la Oficina del Censo de los Estados Unidos, Tolley tiene una superficie total de 0.33 km², de la cual 0.33 km² corresponden a tierra firme y (0%) 0 km² es agua.

## Demografía
Según el censo de 2010, había 47 personas residiendo en Tolley. La densidad de población era de 142,89 hab./km². De los 47 habitantes, Tolley estaba compuesto por el 100% blancos, el 0% eran afroamericanos, el 0% eran amerindios, el 0% eran asiáticos, el 0% eran isleños del Pacífico, el 0% eran de otras razas y el 0% pertenecían a dos o más razas. Del total de la población el 0% eran hispanos o latinos de cualquier raza.